# Ring Around
„Ring Around” este un cântec al interpretei române Anca Pop. Acesta a fost lansat la data de 25 ianuarie 2017 ca cel de-al treilea extras pe single al albumului său de debut omonim. Un videoclip pentru piesă regizat de către Bogdan Paun și filmat în Macau, China a fost lansat în aceeași zi pe canalul de YouTube al casei sale de discuri Roton.

## General
Compoziția descrisă de către artistă «Ring Around» înseamnă distracție, m-am distrat la filmările clipului pe străzile din Macau, și am încercat să transmit starea «carefree» a nopților lejere de vară și vacanța în acest videoclip. «Ring Around» este soundtrack-ul flirturilor fierbinți, a serilor de distracție din cluburi, a nopților care nu vrei să se mai termine”.

## Personal
Date preluate de pe coperta albumului Anca Pop.
- Muzică și Versuri: Anca Pop
- Producție: Gabriel Magă
- Mixaj și Masterizare: Serj Musțeată